# Maximilian Nacht
Maximilian („Max“) Nacht (* 15. September 1881 in Buczacz; † 18. April 1973 in New York), auch Max Nomad genannt, war ein österreichisch-amerikanischer Anarchist, Journalist und Historiker der revolutionären Bewegungen. In den 1920er Jahren war er Anhänger der Sowjetunion. Nacht veröffentlichte auch unter den Pseudonymen „Podolsky“ sowie „Stephen Naft“ und „Max Norton“.

## Leben
Die Familie lebte im östlichen Galizien in Österreich-Ungarn. Der Vater, Dr. med. Fabius Nacht, und die Mutter Rosa, geb. Rubiner, waren aufgeklärte (Haskala) und wohlhabende Leute. In der Familie wurde Deutsch gesprochen, nicht Jiddisch. Der Vater war Sozialist, und die ersten sozialistischen Aktivitäten der Söhne fanden im heimatlichen jüdischen Arbeiterbildungsverein Brüderlichkeit statt.
Max und sein älterer Bruder, Siegfried Shlomo Nacht, später in Amerika Stephan Nacht (1878–1958), schrieben für die Berliner Zeitschrift Neues Leben, Freiheit und Die Anarchie. Max’ erstes Buch, eine Geschichte der Russischen Revolution, erschien 1902. Im Juni 1904 gaben er und ein Studienfreund die polnische anarcho-syndikalistische Zeitschrift Wolny Świat („Freie Welt“) heraus. Max Nacht ging 1906 nach Zürich, der Bruder folgte ihm und sie arbeiteten mit dem Wiener Schneider Franz Blazek, mit bekannten Anarchisten wie Fritz Brupbacher, Senna Hoy und Werner Daya erfolgreich an der Zeitschrift Der Weckruf (Jg. 1–5, 1903 bis 1907) mit. Das Blatt erreichte eine Auflage von 4000 Exemplaren, die auch durch Sacharin Schmuggel finanziert wurde. 1905 entzog er sich einer großen Polizeiaktion und konnte mit Werner Daya nach Genf fliehen. Dort geriet er unter den anarcho-kommunistischen Einfluss der Jan-Wazław-Machhajski-Gruppe (1866–1926).
In London (1908) heiratete er eine Genossin, Sabine Kampfer, und schloss seine Ausbildung zum Schriftsetzer ab. Es folgte 1908–1909 die gefährliche (und erfolglose) Untergrundarbeit in Russland, danach Aufenthalte in Italien und im Osmanischen Reich. Der Bruder Siegfried emigrierte Ende 1912 in die Vereinigten Staaten, und Max folgte ihm 1913 nach.
Er wurde ein Anhänger der Oktoberrevolution, ohne in die Partei einzutreten. 1923 zog er von Chicago nach Washington, D.C., um unter Eugene Lyons an der Zeitschrift Soviet Russia Pictoral (dem Organ der kommunistischen Front und Propagandaorganisation Friends of Soviet Russia) mitzuarbeiten und um Analysen und Übersetzungen für das Pressebüro der (inoffiziellen) sowjetischen Botschaft anzufertigen. Er wurde kein Parteimitglied und seine skeptische Einstellung führte 1929 zum Bruch mit dem Bolschewismus. 1934 beschrieb er die Sowjetunion als Kapitalismus ohne Kapitalisten.
Nacht war 1937 ein Stipendiat der Guggenheim Foundation. Von 1946 bis 1956 an der New York University, der New School for Social Research und der Rand School.

## Werke (Auswahl)
- Max Nacht: Die revolutionäre Bewegung in Rußland: Historische Skizze. Neues Leben, Berlin 1902
- Arnold Roller (Siegfried Nacht), Max Nacht (eds,.): Le Chansonnier international du révolté; Internationales Rebellen-Liederbuch. Broschüren-Gruppe des Comm. A.-B.-V., London 1906. 64 S.
- Machajski, Waclaw. In: Encyclopedia of the Social Sciences. 1932.
- Rebels and Renegades. Ayer Publishing, New York 1932. 430 S.
- Masters – Old and New. A Social Philosophy without Myths. In: V.F. Calverton (Hrsg.): The Making of Society: An Outline of Sociology. New York 1937. Nachdruck: Black Cat Press, Edmonton Alberta 1979
- Apostles of Revolution: A Century of Social Conflict Told Through the Lives of Blanqui, Marx, Bakunin. Nechayev, Makhno, Most, Stalin. Little, Brown & Co., Boston 1939. 467 S. Ergänzte Neuausgabe, New York 1961.
- Communism and the Jews. In: (The Universal) Jewish Encyclopedia. New York 1940
- The Jewish Conspiracy. Educational Dept., Retail, Wholesale and Chain Store Food Employees Union. 1944. 32 S.
- Communism. In: Feliks Gross (Hrsg.): European Ideologies: A Survey of 20th Century Political Ideas. Philosophical Library, Inc., New York 1948
- The Evolution of Anarchism and Syndicalism: A Critical Review. In: Feliks Gross (Hrsg.): European Ideologies. New York 1948.
- A Skeptic’s Political Dictionary and Handbook for the Disenchanted. Bookman Associates, New York 1953. 171 S.
- Aspects of Revolt. Bookman Associates, New York [1959]. 311 S.
- Max Nacht als Max Podolsky: Political Heretics from Plato to Mao Tse-Tung. University of Michigan, Ann Arbor 1963. 367 S.
- Dreamers, Dynamiters and Demagogues: Reminiscences. Waldon Press, New York [1964]. 251 S.
- The Anarchist Tradition: A Hundred Years of Revolutionary Internationals. Hoover Institution on War, Revolution and Peace, Stanford University Press, Palo Alto, Calif. 1964. 43 Blätter.
- The Anarchist Tradition and Other Essays. 1967. 398 S.
- White Collars And Horny Hands: The Revolutionary Thought of Waclaw Machajski. Black Cat Press, Edmonton, Alberta 1983, 21 S. [In: The Modern Quarterly, 3/Fall 1932]